# Tårs (parochie, Hjørring)
Tårs is een parochie van de Deense Volkskerk in de Deense gemeente Hjørring. De parochie maakt deel uit van het bisdom Aalborg en telt 3.402 kerkleden op een bevolking van 3.670 (2005). Historisch hoorde de parochie tot de herred Børglum. In 1970 werd de parochie deel van de gemeente Hjørring.

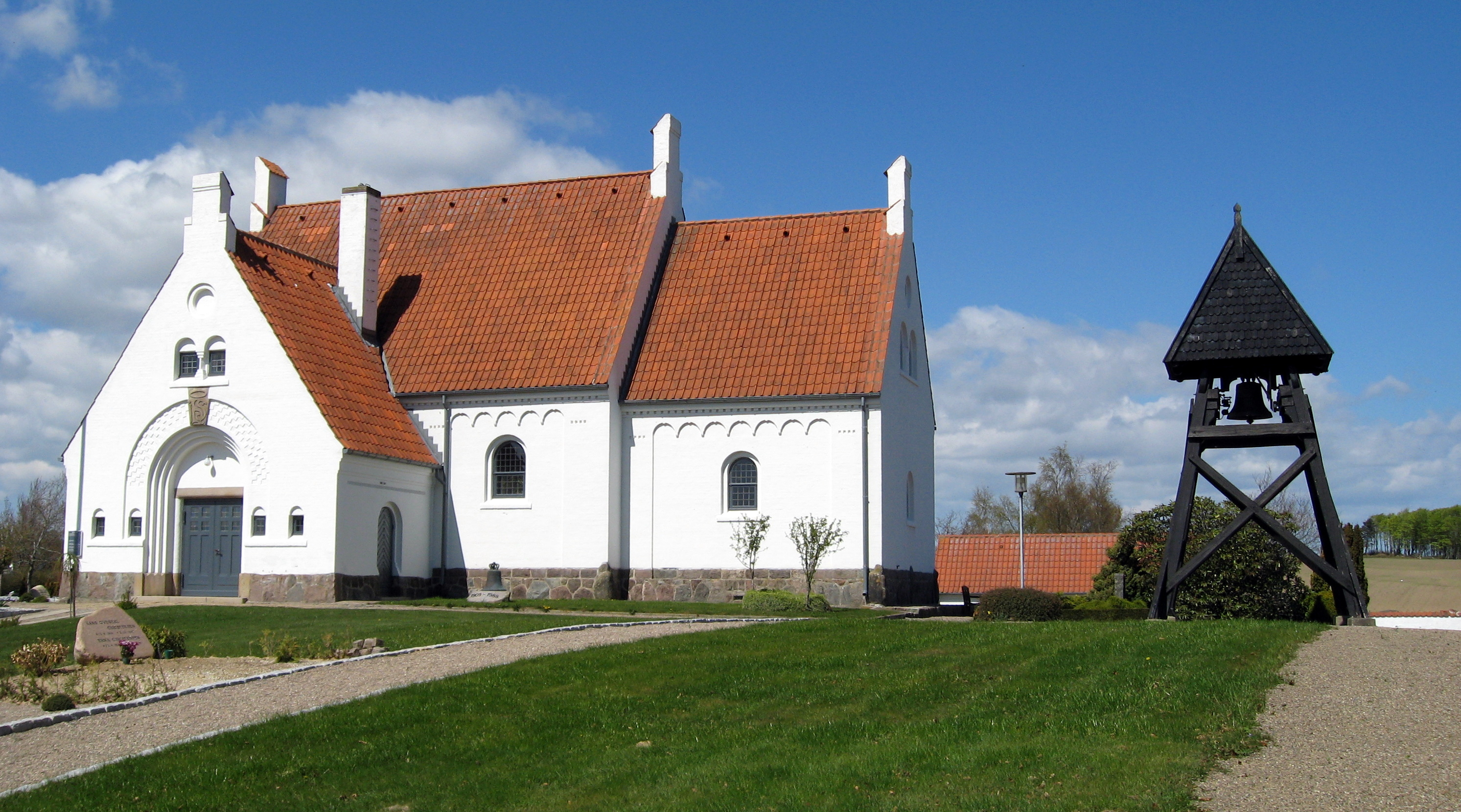
Morild Kirke

De parochie heeft twee kerken. De oudste, de kerk in Tårs, dateert uit de 12e eeuw. De kerk heeft ooit een toren gehad, maar daarvan resteert weinig. De filiaalkerk in het dorpje Morild is gebouwd in het begin van de 20e eeuw.
Bistrup · Børglum · Em · Hæstrup · Harritslev · Jelstrup · Løkken-Furreby · Lyngby · Mårup · Rakkeby · Rubjerg · Sankt Catharinæ · Sankt Hans · Sankt Olai · Sejlstrup · Skallerup · Tårs · Vejby · Vennebjerg · Vrå · Vrejlev · Vrensted